# Unicorn (canção de Noa Kirel)

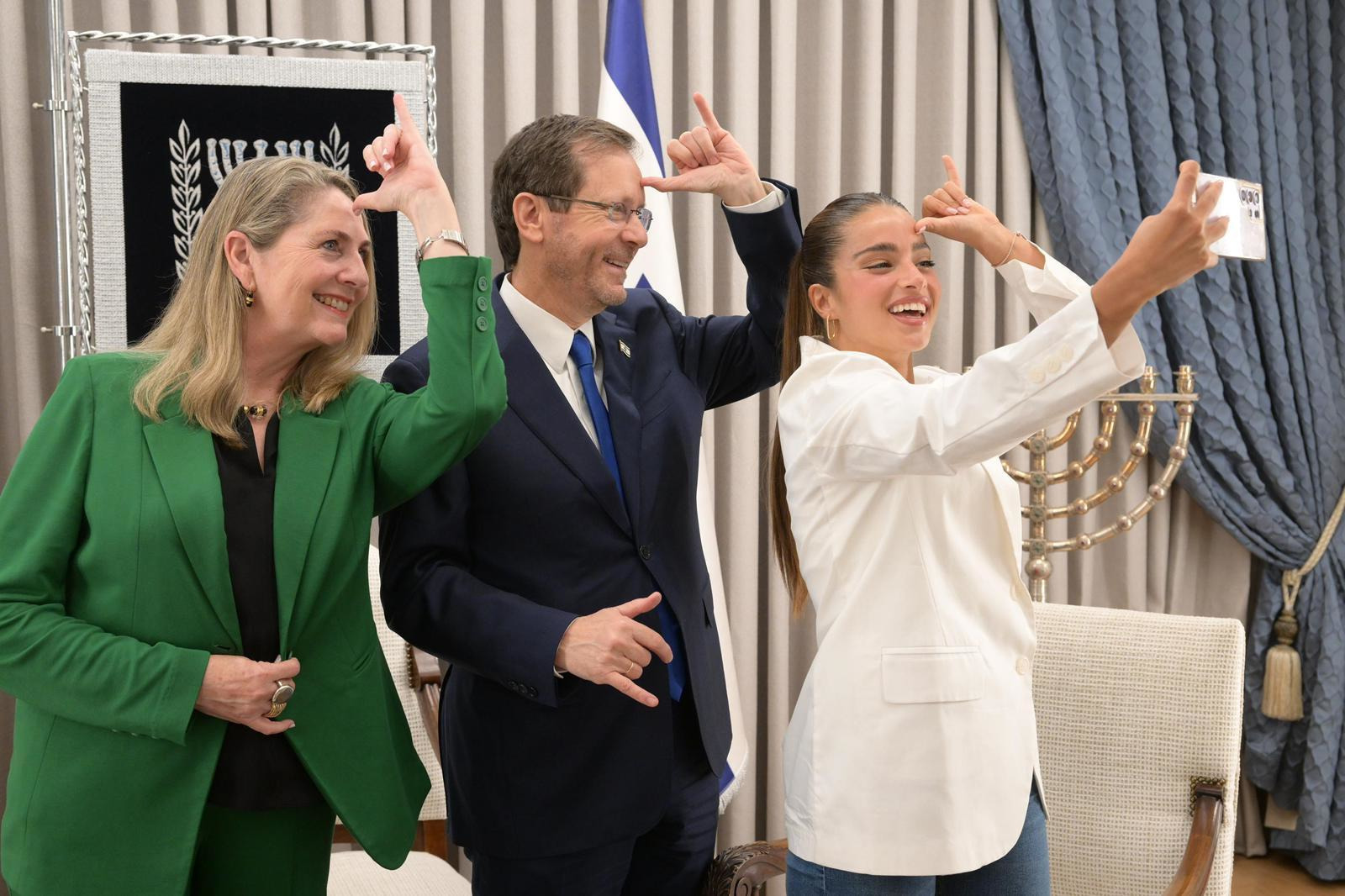
Noa Kirel (direita), Presidente Isaac Herzog e sua esposa Michal Herzog, fazendo o gesto do "unicórnio" em encontro de divulgação em 2023

"Unicorn" é uma canção da cantora pop Noa Kirel que representou Israel no Festival Eurovisão da Canção 2023, após seleção interna feita pela Corporação Israelita de Radiodifusão Pública. Na final da Eurovision, a canção ficou na 3a. colocação, com 362 pontos. O single de "Unicorn" ganhou destaque nas paradas de países como Finlândia, Suécia, Noruega, Irlanda, Áustria, Reino Unido e Suíça.

### No Festival Eurovisão de 2023
A apresentação de Noa na semifinal em Liverpool, em 9 de maio, recebeu 127 pontos, fazendo com que "Unicorn" se classificasse na 3a. posição, se classificando para a grande final. 
No sábado, dia 13 de maio, a performance de Kirel na final acabou por obter 362 pontos, dando a Israel a 3a. colocação geral no Festival Eurovisão.

## Divulgação
A fim de promover a música, o videoclipe produzido para a canção foi lançado no canal oficial da Eurovision no YouTube em 8 de março de 2023.
Em 27 de abril, Kirel encontrou o presidente de Israel, Isaac Herzog, junto com a primeira-dama Michal Herzog, em evento que foi divulgado no Instagram oficial de Herzog.